# 茅原実里のミスサンシャイン
茅原実里のミスサンシャイン（ちはらみのりのみすさんしゃいん）は、FM-FUJIで放送されていたラジオ番組。

## 概要
2018年に河口湖ステラシアター公演10周年を迎える茅原実里が、自らの活動近況や楽曲を交えながらアシスタントの星野卓也とともに送る茅原実里の今に触れる1時間番組。茅原の地上波ラジオでの冠番組は「茅原実里 SANCTUARY」以来2年半振りとなる。

## コーナー
- ミスサンシャインにおねがい!![2]
  - リスナーから悩み事や心配事のメッセージを募集し、茅原が「ミスサンシャインパワー」を送り解決する。
- 朗読サンシャイン!![2]
  - リスナーから種類を問わず読んで欲しい文章を募集し、しっとりした音楽をBGMに茅原がいい声で朗読する。
- フリースタイル・ミノリン!!
  - 茅原が楽しみにしているテレビ番組「フリースタイルダンジョン」をインスパイアし、月替わりのテーマに沿ったラップの歌詞をリスナーから募集し優秀な歌詞を茅原が歌う。2018年7月25日放送より開始。
- クイズサンシャイン！ミス・わかったーー!!
  - 茅原のハイテンションな「わかったー!」を引き出すようなわからなそうでわかるクイズを募集する。毎回一番気持ちのいい「わかったー」を引き出したクイズの投稿者にノベルティ「サン社員の名刺」がプレゼントされる。2018年10月17日放送での「みのりんわかったクイズ」を基にクイズ問題をリスナーから募集し、10月31日開始。

過去のコーナー
- 茅原実里あるある[2]
  - 毎回様々なテーマを設定し、テーマに合わせた茅原がしそう、ありそうな事の想像ネタを募集し茅原が「あるある」か「なしなし」のいずれかを出して判定する。番組当初から2018年夏ごろまで実施。
- DJリスナーセレクション!![2]
  - 茅原が「リスナーにお勧めしたい曲」「気になっている曲」等自身が選曲したリスナーからのリクエスト楽曲を紹介する。
- ミス○○への挑戦!![2]
  - 茅原に更なる「ミス○○」の能力を手に入れてもらうべく、リスナーから挑戦してほしい事を募集し実際に挑戦してもらう。
- ノーミス!サンシャイン! 早口言葉チャレンジ
  - リスナーからオリジナルの早口言葉を募集し茅原が挑戦する。茅原が噛むと投稿者に茅原の描いたイラストが添えられた番組ノベルティ「サン社員の名刺」がプレゼントされる[3]。

## ゲスト
2018年
- 07月18日 atsuko（angela）
- 09月05日 奥井雅美
- 09月26日 菊田大介
- 12月05日 神田莉緒香

2019年
- 01月23日 田所あずさ
- 01月30日 渕上舞
- 03月13日 神田莉緒香
- 05月15日 TRUE
- 11月27日 SCREEN mode

2020年
- 01月22日 和島あみ
- 02月12日 ニノミヤユイ
- 02月19日 Liyuu
- 03月25日 樋口楓
- 08月19日 ニノミヤユイ
- 09月16日 TRUE
- 10月14日 高槻かなこ
- 12月23日 ニノミヤユイ
- 12月30日 JUVENILE

2021年
- 01月13日 亜咲花
- 02月24日 福山芳樹（JAM Project）

## イベント
茅原の新曲発売時にエフエム富士東京支社「STUDIO VIVID」にて公開生放送を実施。
- 「Remained dream / Hopeful “SOUL”」発売記念公開生放送（2018年6月6日）
- 「SPIRAL」発売記念公開生放送（2018年9月26日）
- 「Christmas Night」発売記念公開生放送（2019年12月4日）